# Eleições estaduais no Brasil em 2014
As eleições para governador do Brasil de 2014 for realizadas em 5 de outubro, como parte das eleições gerais do país, em todos os 26 estados brasileiros e no Distrito Federal. Nos estados onde nenhum candidato obteve mais da metade do votos válidos, um segundo turno foi realizado em 26 de outubro. Segundo a Constituição, os governadores são eleitos diretamente para um mandato de quatro anos, com um limite de dois mandatos.

## Canditatos e resultados
| Candidato              | Partido | Resultado 1º turno (% VV) | Resultado 2º turno (% VV) |
| Acre                   | Acre    | Acre                      | Acre                      |
| ---------------------- | ------- | ------------------------- | ------------------------- |
| Tião Viana             | PT      | 49,7                      | 51,2                      |
| Márcio Bittar          | PSDB    | 30,1                      | 48,7                      |
| Bocalom                | DEM     | 19,6                      | —                         |
| Alagoas                |         |                           |                           |
| Renan Filho            | PMDB    | 52,1                      | —                         |
| Benedito de Lira       | PP      | 33,9                      | —                         |
| Julio Cezar da Silva   | PSDB    | 7,9                       | —                         |
| Amapá                  |         |                           |                           |
| Waldez                 | PDT     | 42,1                      | 60,5                      |
| Camilo Capiberibe      | PSB     | 27,5                      | 39,4                      |
| Lucas Barreto          | PSD     | 13,8                      | —                         |
| Amazonas               |         |                           |                           |
| José Melo              | PROS    | 43,0                      | 55,5                      |
| Eduardo Braga          | PMDB    | 43,1                      | 44,4                      |
| Marcelo Ramos          | PSB     | 10,9                      | —                         |
| Bahia                  |         |                           |                           |
| Rui Costa              | PT      | 54,5                      | —                         |
| Paulo Souto            | DEM     | 37,3                      | —                         |
| Lidice da Mata         | PSB     | 6,6                       | —                         |
| Ceará                  |         |                           |                           |
| Camilo                 | PT      | 47,8                      | 53,3                      |
| Eunício                | PMDB    | 46,4                      | 46,6                      |
| Eliane Novais          | PSB     | 3,3                       | —                         |
| Distrito Federal       |         |                           |                           |
| Rollemberg             | PSB     | 45,2                      | 55,5                      |
| Jofran Frejat          | PR      | 27,9                      | 44,4                      |
| Agnelo Queiroz         | PT      | 20,0                      | —                         |
| Espírito Santo         |         |                           |                           |
| Paulo Hartung          | PMDB    | 53,4                      | —                         |
| Casagrande             | PSB     | 39,3                      | —                         |
| Roberto Carlos         | PT      | 6,0                       | —                         |
| Goiás                  |         |                           |                           |
| Marconi Perillo        | PSDB    | 45,8                      | 57,4                      |
| Iris Rezende           | PMDB    | 28,4                      | 42,5                      |
| Vanderlan Cardoso      | PSB     | 14,9                      | —                         |
| Maranhão               |         |                           |                           |
| Flávio Dino            | PC do B | 63,5                      | —                         |
| Lobão Filho            | PMDB    | 33,6                      | —                         |
| Pedrosa                | PSOL    | 1,1                       | —                         |
| Mato Grosso            |         |                           |                           |
| Pedro Taques           | PDT     | 57,2                      | —                         |
| Lúdio Cabral           | PT      | 32,4                      | —                         |
| Janete Riva            | PSD     | 9,9                       | —                         |
| Mato Grosso do Sul     |         |                           |                           |
| Reinaldo Azambuja      | PSDB    | 39,0                      | 55,3                      |
| Delcídio               | PT      | 42,9                      | 44,6                      |
| Nelsinho Trad          | PMDB    | 16,4                      | —                         |
| Minas Gerais           |         |                           |                           |
| Fernando Pimentel      | PT      | 52,9                      | —                         |
| Pimenta da Veiga       | PSDB    | 41,8                      | —                         |
| Tarcísio Delgado       | PSB     | 3,9                       | —                         |
| Pará                   |         |                           |                           |
| Simão Jatene           | PSDB    | 48,4                      | 51,9                      |
| Helder Barbalho        | PMDB    | 49,8                      | 48,0                      |
| Zé Carlos              | PV      | 1,2                       | —                         |
| Paraíba                |         |                           |                           |
| Ricardo Coutinho       | PSB     | 46,0                      | 52,6                      |
| Cássio Cunha Lima      | PSDB    | 47,4                      | 47,4                      |
| Vital do Rêgo Filho    | PMDB    | 5,2                       | —                         |
| Paraná                 |         |                           |                           |
| Beto Richa             | PSDB    | 55,6                      | —                         |
| Requião                | PMDB    | 27,5                      | —                         |
| Gleisi Hoffmann        | PT      | 14,8                      | —                         |
| Pernambuco             |         |                           |                           |
| Paulo Câmara           | PSB     | 68,0                      | —                         |
| Armando Monteiro       | PTB     | 31,0                      | —                         |
| Zé Gomes               | PSOL    | 0,6                       | —                         |
| Piauí                  |         |                           |                           |
| Wellington Dias        | PT      | 63,0                      | —                         |
| Zé Filho               | PMDB    | 33,2                      | —                         |
| Mão Santa              | PSC     | 1,5                       | —                         |
| Rio de Janeiro         |         |                           |                           |
| Luiz Fernando Pezão    | PMDB    | 40,5                      | 55,7                      |
| Marcelo Crivella       | PRB     | 20,2                      | 44,2                      |
| Garotinho              | PR      | 19,7                      | —                         |
| Rio Grande do Norte    |         |                           |                           |
| Robinson Faria         | PSD     | 42,0                      | 54,4                      |
| Henrique Eduardo Alves | PMDB    | 47,3                      | 45,5                      |
| Robério Paulino        | PSOL    | 8,7                       | —                         |
| Rio Grande do Sul      |         |                           |                           |
| José Ivo Sartori       | PMDB    | 40,4                      | 61,2                      |
| Tarso Genro            | PT      | 32,5                      | 38,7                      |
| Ana Amélia Lemos       | PP      | 21,7                      | —                         |
| Rondônia               |         |                           |                           |
| Confúcio Moura         | PMDB    | 35,8                      | 53,4                      |
| Expedito Júnior        | PSDB    | 35,4                      | 46,5                      |
| Jaqueline Cassol       | PR      | 15,1                      | —                         |
| Roraima                |         |                           |                           |
| Suely Campos           | PP      | 41,4                      | 54,8                      |
| Chico Rodrigues        | PSB     | 37,6                      | 45,1                      |
| Angela Portela         | PT      | 18,0                      | —                         |
| Santa Catarina         |         |                           |                           |
| Raimundo Colombo       | PSD     | 51,3                      | —                         |
| Paulo Bauer            | PSDB    | 29,9                      | —                         |
| Cláudio Vignatti       | PT      | 15,5                      | —                         |
| São Paulo              |         |                           |                           |
| Geraldo Alckmin        | PSDB    | 57,3                      | —                         |
| Skaf                   | PMDB    | 21,5                      | —                         |
| Padilha                | PT      | 18,2                      | —                         |
| Sergipe                |         |                           |                           |
| Jackson Barreto        | PMDB    | 53,2                      | —                         |
| Eduardo Amorim         | PSC     | 41,3                      | —                         |
| Sônia Meire            | PSOL    | 4,6                       | —                         |
| Tocantins              |         |                           |                           |
| Marcelo Miranda        | PMDB    | 51,3                      | —                         |
| Sandoval Cardoso       | SD      | 44,7                      | —                         |
| Ataídes Oliveira       | PROS    | 3,5                       | —                         |

- Em negrito, os candidatos eleitos no 1º turno.
- Em itálico, os candidatos que foram para o 2º turno.
- Em negrito e itálico, os candidatos que foram eleitos no 2º turno.

## Por partido
| PMDB : 7 / 27    |
| PSDB : 5 / 27    |
| PT : 5 / 27      |
| PSB : 3 / 27     |
| PDT : 2 / 27     |
| PSD : 2 / 27     |
| PC do B : 1 / 27 |
| PROS : 1 / 27    |
| PP : 1 / 27      |
| ---------------- |

## Governos estaduais: pré-candidaturas e candidaturas
O Brasil é uma Federação altamente centralizada. Com isso, as datas para as eleições estaduais são determinadas pela Constituição Federal e acontecem nas mesmas datas e anos das eleições federais.
As eleições estaduais brasileiras de 2014 incluirão disputas em todos os estados e no Distrito Federal. Assim como a disputa presidencial, acontece em dois turnos, se nenhum candidato alcança a maioria absoluta dos votos válidos no primeiro turno.

### Acre
O quadro político acriano traz algumas singularidades como o fato de o PT ser o único partido a apresentar candidatos ao Palácio Rio Branco desde a volta das eleições diretas para governador em 1982 e além disso em seis dessas oportunidades a legenda foi representada ou por Jorge Viana ou por seu irmão, Tião Viana, este candidato a reeleição. Vitorioso às disputas pelo governo do estado desde 1998, o petismo venceu ainda metade das eleições para prefeito de Rio Branco realizadas desde o começo da Nova República em 1985 e em seus quadros já militaram pessoas como Chico Mendes e Marina Silva. O predomínio dos petistas surgiu após trinta e cinco anos onde o Acre sustentou um bipartidarismo originário do Regime Militar de 1964 no qual o PMDB e o extinto PDS (atual PP) disputavam os espaços políticos do estado.
| Candidato a governador(a) do estado | Candidato a vice-governador(a) | Número | Coligação                                                                               | Votação | Percentual |
| ----------------------------------- | ------------------------------ | ------ | --------------------------------------------------------------------------------------- | ------- | ---------- |
| Tião Viana PT                       | Nazareth Araújo PT             | 13     | Frente Popular do Acre (PT/PDT/PCdoB/PSB/PTB/PCB/PSL/PRB/PSDC/PTN/PPL/PROS/PRP/PHS/PEN) | 193.253 | 49,73%     |
| Márcio Bittar PSDB                  | Antônia Sales PMDB             | 45     | Aliança por um Acre melhor (PSDB/PMDB/PP/PSC/PSD/PR/PPS/PTdoB/SD/PTC)                   | 116.948 | 30,10%     |
| Tião Bocalom DEM                    | Henrique Afonso PV             | 25     | Produzir Para Empregar (DEM/PV/PMN)                                                     | 76.218  | 19,61%     |
| Antônio Rocha PSOL                  | Danis Cleia PSOL               | 50     | PSOL (sem coligação)                                                                    | 2.171   | 0,56%      |

| Primeiro Turno - Esquema Gráfico | Primeiro Turno - Esquema Gráfico | Primeiro Turno - Esquema Gráfico | Primeiro Turno - Esquema Gráfico | Primeiro Turno - Esquema Gráfico |
| -------------------------------- | -------------------------------- | -------------------------------- | -------------------------------- | -------------------------------- |
|                                  |                                  |                                  |                                  |                                  |
| Tião Viana                       | Tião Viana                       |                                  | 49,73%                           | 49,73%                           |
| Márcio Bittar                    | Márcio Bittar                    |                                  | 30,10%                           | 30,10%                           |
| Tião Bocalom                     | Tião Bocalom                     |                                  | 19,61%                           | 19,61%                           |
| Antônio Rocha                    | Antônio Rocha                    |                                  | 0,56%                            | 0,56%                            |
| Brancos e Nulos                  | Brancos e Nulos                  |                                  | 7,21%                            | 7,21%                            |
| Abstenções                       | Abstenções                       |                                  | 17,32%                           | 17,32%                           |

### Alagoas
Com informações oriundas do Tribunal Superior Eleitoral.
| Candidatos a governador do estado | Candidatos a vice-governador | Número | Coligação                                                                      | Votação | Percentual |
| --------------------------------- | ---------------------------- | ------ | ------------------------------------------------------------------------------ | ------- | ---------- |
| Renan Calheiros Filho PMDB        | Luciano Barbosa PMDB         | 15     | Com o povo pra Alagoas mudar (PMDB/PT/PDT/PTB/PCdoB/PSD/PSC/PROS/PV/PTdoB/PHS) | 670.310 | 52,16%     |
| Benedito de Lira PP               | Alexandre Toledo PSB         | 11     | Juntos com o povo pela melhoria de Alagoas (PP/DEM/PSB/PR/PPS/SD/PSL/PSDC/PRP) | 435.827 | 33,92%     |
| Júlio Cezar da Silva PSDB         | Manoel Vilela (Vô) PSDB      | 45     | Um novo jeito de fazer (PSDB/PRB)                                              | 101.757 | 7,92%      |
| Mário Agra PSOL                   | Paulo Bob PSTU               | 50     | Frente de Esquerda de Alagoas (PSOL/PSTU)                                      | 60.816  | 4,73%      |
| Joathas Albuquerque PTC           | Marineide Messias PTC        | 36     | PTC (sem coligação) \| align="center"\| 7.879                                  | 0,61%   |            |
| Golbery Lessa PCB                 | Fernando Medeiros PCB        | 21     | PCB (sem coligação)                                                            | 3.950   | 0,31%      |
| Coronel Goulart PEN               | Capitão Bulhões PEN          | 51     | PEN (sem coligação)                                                            | 2.732   | 0,21%      |
| Luciano Balbino PTN               | Péricles Cabral PTN          | 19     | PTN (sem coligação)                                                            | 1.820   | 0,14%      |

### Amapá
As candidaturas foram oficializadas pelos partidos durante as convenções estaduais, que ocorreram entre os dias 10 e 30 de junho de 2014, todavia os principais partidos políticos do Amapá deram indicações de quem seriam seus candidatos ao governo antes mesmo das convenções:
- Camilo Capiberibe (PSB): Em 21 de junho de 2014, durante a convenção estadual, o PSB lançou candidatura a reeleição de Camilo Capiberibe,[29] enquanto seu vice será Rinaldo Martins, indicado pelo PSOL.[30] As articulações políticas giram em torno da manutenção do apoio do Partido dos Trabalhadores (PT). Capiberibe quer reforçar seu nome na corrida eleitoral e reverter o desgaste sofrido durante sua gestão.[31]

Após as eleições de 2010, na qual Camilo sagrou-se campeão, os partidos de oposição começaram a articular um bloco único de oposição ao governo. Na Assembleia Legislativa, PDT, PP, PSC e outras legendas se declararam opositoras do governo desde o início de seu mandato. Em outubro de 2012, nas eleições municipais, o PSOL, uma sigla de esquerda, que no Amapá é dirigido por um setor mais moderado (a dissidência da APS), tendo um arco de alianças mais amplo que o habitual, conquistou sua primeira prefeitura (Macapá) no estado e tornou-se uma peça-chave no cenário pré-2014. Entretanto, no interior do estado, as legendas de oposição se fortaleceram. No terceiro maior município do estado, Laranjal do Jari, Zeca Madeireiro (PP) foi eleito prefeito, todavia teve seu mandato cassado e Bode Queiroga (PDT) assumiu o cargo. Em Mazagão, Dilson Borges (PMDB) foi eleito prefeito com mais de 30% dos votos. Na segunda maior cidade do estado, Santana, Robson Rocha do PTB foi eleito, derrotando a candidata da coligação PT-PSB.
- Waldez Góes (PDT): Em 27 de junho de 2014, o PDT chancelou o nome do ex-governador Waldez Góes como candidato ao governo do estado. Góes, que é o presidente do partido no estado, disse que a Operação Mãos Limpas não deve afetar a opinião do eleitorado no pleito deste ano. O partido recebeu o apoio do Partido Progressista (PP), que indicou Papaléo Paes como vice na chapa. Além deste, o PMDB também declarou apoio à candidatura.[33]

Após a derrota de Roberto Góes (PDT) na capital do estado, o nome de Waldez Góes se fortaleceu como o "potencial candidato" do partido ao governo. O pré-candidato criou, ao lado de Gilvam Borges e Jorge Amanajás, a "Caravana do Desenvolvimento". A caravana viajou o estado discutindo os problemas e buscando soluções para os municípios do interior. No entanto, a Procuradoria Regional Eleitoral no Amapá obteve liminar que proíbe a realização das caravanas pois entende que os eventos eram uma forma de angariar eleitores.
- Lucas Barreto (PSD): Em 28 de junho de 2014, o Partido Social Democrático definiu que o vereador de Macapá será candidato ao Governo. O presidente nacional do partido, Gilberto Kassab, comentou o lançamento da candidatura: "Lucas Barreto, que vive e conhece todos os rincões deste Estado maravilhoso, tem a experiência necessária e está compromissado com as mudanças que a sociedade amapaense quer e merece".[31] O vice é o advogado Wagner Gomes, do Solidariedade.[31]

Paralelamente às articulações de Waldez Góes, Lucas Barreto saiu do PTB e filiou-se ao PSD, visando a candidatura ao governo. Foi eleito vereador de Macapá em 2012 com expressiva votação e passou a compor a Câmara Municipal. Barreto, contudo, informou que sua candidatura ao Palácio do Setentrião só será lançada em meados de Março, no início das desincompatibilizações para as eleições de outubro, a partir de 5 de abril. O candidato busca ainda apoio de partidos tradicionais como o Partido dos Trabalhadores e o Partido do Movimento Democrático Brasileiro e de legendas novas como o Partido Socialismo e Liberdade.
- Jorge Amanajás (PPS): Em 29 de junho de 2014, o ex-deputado estadual foi escolhido para disputar as eleições deste ano. Amanajás, que já foi deputado estadual por três vezes e concorreu ao governo em 2010 pelo PSDB, filiou-se ao PPS no início de 2013 com o objetivo principal de concorrer novamente ao executivo do Amapá. A vice é Daiana Ramos, do PMN. A coligação recebeu a adesão de oito partidos, dentre eles o PTB, PPL e o PTC.[38][39]

O ex-deputado estadual Jorge Amanajás saiu do PSDB no final de 2012 acusando a direção nacional de ter usado o partido no Amapá como "moeda de troca para viabilizar candidaturas a prefeito em outras capitais". No começo de 2013, Amanajás filiou-se ao PPS e iniciou o diálogo com outras siglas para formar parcerias. Em Março de 2014, em entrevista ao Jornal do Dia, Jorge falou sobre suas articulações políticas: "Temos liberdade de conversar com praticamente todas as vertentes políticas, vemos fazendo isso, nos alinhar com aqueles que tem o posicionamento parecido com o nosso (...). Tudo são fatores que vão converter para a definição em junho."
- Genival Cruz (PSTU): No dia 27 de julho de 2014 o ex-presidente do Sindicato dos rodoviários foi escolhido para ser candidato ao governo.[41] Cruz saiu fortalecido das eleições municipais de 2012, nas quais recebeu mais de 3% dos votos e superou o então candidato e deputado federal do PC do B Evandro Milhomem.[31] O diretório nacional do partido lançou em seu site um texto de divulgação da candidatura de Genival.[42]
- Bruno Mineiro (PTdoB): Em 27 de junho de 2014, o deputado estadual Bruno Mineiro foi confirmado como candidato ao governo do estado. Bruno tem o apoio de seis partidos, dentre eles o PV, o PROS, o PRB e o Partido Humanista da Solidariedade (PHS). Segundo o deputado: "Estamos conversando com mais seis legendas. Algumas dessas legendas, para fecharmos a coalizão, dependemos de acertos nacionais".[43] Bruno foi o único candidato a governador filiado ao PTdoB nas eleições estaduais de 2014.
- Décio Gomes (PCB): O Partido Comunista Brasileiro lança pela primeira vez no Amapá candidatura ao cargo de governador. Décio foi escolhido pela legenda e Paulo Gaia é o vice.

| Candidato a governador | Candidato a vice-governador | Número de Deputados | Coligação                                                               | Tempo de horário eleitoral |
| ---------------------- | --------------------------- | ------------------- | ----------------------------------------------------------------------- | -------------------------- |
| Camilo Capiberibe PSB  | Carlos Rinaldo PSOL         | 2                   | Frente Popular a Favor do Amapá PSB, PSOL, PT, PC do B                  | 4 minutos e 21 segundos    |
| Waldez Góes PDT        | Papaléo Paes PP             | 6                   | A Força do Povo PDT, PP e PMDB                                          | 4 minutos e 19 segundos    |
| Jorge Amanajás PPS     | Daiana Ramos PMN            | 1                   | O Futuro Começa Agora PPS, PMN, PEN,PRP, PTC, PRTB, PSC, PPL, PTB       | 1 minuto e 59 segundos     |
| Lucas Barreto PSD      | Wagner Gomes SDD            | 5                   | Juntos pelo Desenvolvimento, pela Paz e pela Vida PSD, SDD, DEM, PSDB   | 4 minutos e 32 segundos    |
| Bruno Mineiro PTdoB    | Aline Gurgel PR             | 6                   | Unidos pelo Amapá que Queremos PTdoB, PR, PROS, PHS, PRB, PV, PSDC, PTN | 2 minutos e 52 segundos    |
| Genival Cruz PSTU      | Wilamo Barbosa PSTU         | —                   | Partido Socialista dos Trabalhadores Unificado PSTU                     | 57 segundos                |
| Décio Gomes PCB        | Paulo Gaia PCB              | —                   | Partido Comunista Brasileiro PCB                                        | 57 segundos                |

### Amazonas
- PMDB: O PMDB lançou o ex-governador do estado e atual senador, Eduardo Braga, candidato ao governo do Amazonas. Tem como candidato a vice Rebecca Garcia (PP) e irá apoiar ao senado Francisco Praciano (PT) e Dilma Rousseff (PT) à presidência.
- PMN: O deputado estadual Chico Preto foi o candidato do partido ao governo do estado. Teve como candidato a vice Gustavo Braz, também do (PMN). Como candidato ao senado apresentou Jonatas Almeida (PMN) e apoiou à presidência Aécio Neves (PSDB).
- PSOL: O PSOL indicou Abel Alves como candidato ao governo do estado. Ele apoiou ao senado Professor Queiroz e à presidência, Luciana Genro (PSOL).
- PROS: O atual governador, José Melo de Oliveira, busca a reeleição. Tem o apoio de seu antecessor, Omar Aziz, do atual prefeito de Manaus, Arthur Virgílio Neto e do deputado federal Henrique Oliveira (SDD), seu vice na chapa. Tem como candidato ao senado, o próprio Omar Aziz (PSD),do qual foi vice no período 2011-2014 e não apoia nenhum candidato à presidência da República.
- PSB: O deputado estadual Marcelo Ramos é o candidato do PSB ao governo do estado, contando com o apoio do ex-prefeito Serafim Corrêa. Apoiou para senador Marcelo Serafim (PSB) e para a presidência Eduardo Campos e, posteriormente, Marina Silva.
- PSTU: Herbert Amazonas foi o candidato do PSTU ao governo estadual. Ele apoiou para presidente José Maria de Almeida (PSTU) e ao senado Júlio Ferraz (PSTU).
- PCB: Luiz Navarro foi o candidato do PCB ao governo do Amazonas. Ele apoiou Mauro Iasi (PCB) para à presidência.

| Candidato a governador     | Candidato a vice-governador | Nº Eleitoral | Coligação/Partido                                                                                                | Coligações proporcionais/Partido | Tempo de horário eleitoral |
| -------------------------- | --------------------------- | ------------ | --- | --- | -------------------------- |
| Eduardo Braga PMDB         | Rebecca Garcia PP           | 15           | Renovação e Experiência PMDB, PP, PT, PDT, PTB, PPS, PRB, PSDC, PPL e PCdoB                                      | Renovação e Experiência 1 PMDB, PP, PT, PTB e PRB Renovação e Experiência 2 PSDC-PPL Renovação e Coragem PDT-PPS Partido Comunista do Brasil PCdoB                                                                           | 9min51seg                  |
| José Melo de Oliveira PROS | Henrique Oliveira SD        | 90           | Fazendo mais por nossa gente PROS, SD, PEN, PSD, PSDB, DEM, PRP, PSL, PSC, PTN, PTC, PHS, PRTB, PV, PR e PT do B | Fazendo mais por nossa gente 1 PROS, PSD, PSDB e PSC Fazendo mais por nossa gente 2 DEM, PEN e PHS Fazendo mais por nossa gente 3 PR, PT do B, PSL, SD e PRP Juntos pelo povo PV-PTC Fazendo mais por nossa gente 5 PTN-PRTB | 8min11seg                  |
| Marcelo Ramos PSB          | Júnior César Brasil PSB     | 40           | Partido Socialista Brasileiro PSB                                                                                | - | 1min59seg                  |
| Chico Preto PMN            | Gustavo Braz PMN            | 33           | Partido da Mobilização Nacional PMN                                                                              | - | 1min17seg                  |
| Abel Alves PSOL            | Nelson Junior PSOL          | 50           | Partido Socialismo e Liberdade PSOL                                                                              | - | 1min17seg                  |
| Herbert Amazonas PSTU      | Gilberto Vasconcelos PSTU   | 16           | Partido Socialista dos Trabalhadores Unificado PSTU                                                              | - | 1min11seg                  |
| Luiz Navarro PCB           | Francisco Castelo PCB       | 21           | Partido Comunista Brasileiro PCB                                                                                 | - | 1min11seg                  |

### Bahia
Segundo dados da Justiça Eleitoral, a campanha dos seis candidatos a governador na Bahia tem a sexta maior estimativa de despesas, dentre as campanhas estaduais em 2014.

### Candidaturas do primeiro turno
Seis candidaturas ao governo do estado foram registradas junto à justiça eleitoral, listados pela ordem numérica crescente do números dos candidatos titulares.
Dos 32 partidos políticos brasileiros em atividade, o Partido da Causa Operária (PCO) e o Partido Comunista Brasileiro (PCB) não apresentaram candidatura própria ou apoio nessa eleição. O Partido Humanista da Solidariedade (PHS) teve todos os registros de candidaturas na Bahia negados, por interferência do diretório nacional na decisão da convenção da seção baiana do partido.
|  | Nº | Candidato(a) a governador(a) | Candidato(a) a governador(a)                         | Candidato(a) a vice-governador(a) | Candidato(a) a vice-governador(a)                        | Coligação | Duração da propaganda eleitoral |
|  | -- | ---------------------------- | ---------------------------------------------------- | --------------------------------- | -------------------------------------------------------- | --- | ------------------------------- |
|  | 13 |                              | Rui Costa (PT) Rui Costa dos Santos                  |                                   | João Leão (PP) João Felipe de Souza Leão                 | "Pra Bahia Mudar Mais" - Partido Comunista do Brasil (PCdoB) - Partido da República (PR) - Partido da Mobilização Nacional (PMN) - Partido Democrático Trabalhista (PDT) - Partido dos Trabalhadores (PT) - Partido Progressista (PP) - Partido Social Democrático (PSD) - Partido Trabalhista Brasileiro (PTB) | 7min46s                         |
|  | 16 |                              | Renata Mallet (PSTU) Renata Mallet Guena             |                                   | Carlos Nascimento (PSTU) Carlos José Bispo do Nascimento | Partido não coligado - Partido Socialista dos Trabalhadores Unificado (PSTU) | 1min6s                          |
|  | 25 |                              | Paulo Souto (DEM) Paulo Ganem Souto                  |                                   | Joaci Góes (PSDB) Joaci Fonseca de Góes                  | "Unidos pela Bahia" - Democratas (DEM) - Partido da Social Democracia Brasileira (PSDB) - Partido do Movimento Democrático Brasileiro (PMDB) - Partido Popular Socialista (PPS) - Partido Republicano Brasileiro (PRB) - Partido Republicano da Ordem Social (PROS) - Partido Republicano Progressista (PRP) - Partido Social Cristão (PSC) - Partido Social Democrata Cristão (PSDC) - Partido Trabalhista Cristão (PTC) - Partido Trabalhista do Brasil (PTdoB) - Partido Trabalhista Nacional (PTN) - Partido Verde (PV) - Solidariedade (SD) | 6min53s                         |
|  | 28 |                              | Da Luz (PRTB) Rogério Tadeu da Luz                   |                                   | Antônio Gomes de Andrade Neto (PRTB)                     | "Por uma Bahia Livre e Justa" - Partido Ecológico Nacional (PEN) - Partido Renovador Trabalhista Brasileiro (PRTB) | 1min9s                          |
|  | 40 |                              | Lídice da Mata (PSB) Lídice da Mata e Souza          |                                   | Eduardo Vasconcelos (PSB) Eduardo Lima Vasconcelos       | "Um Novo Caminho para a Bahia" - Partido Pátria Livre (PPL) - Partido Social Liberal (PSL) - Partido Socialista Brasileiro (PSB) | 1min51s                         |
|  | 50 |                              | Marcos Mendes (PSOL) Marcos Antonio Guimarães Mendes |                                   | Ronaldo Santos (PSOL) Ronaldo Santos Silva               | Partido não coligado - Partido Socialismo e Liberdade (PSOL) | 1min11s                         |

#### Rui Costa
Rui Costa é um dos fundadores do PT na Bahia, de origem sindical foi eleito vereador de Salvador em 2000, sendo reeleito em 2004. Em 2006 participou da coordenação da campanha de Wagner a Governador, se tornando secretario de Relações Institucionais do governo do estado da Bahia em 2007. Em 2010 foi eleito o deputado federal, depois assumiu o comando da secretaria estadual da Casa Civil. Nessa eleição, o candidato lança a coligação "Pra Bahia Mudar Mais", com apoio do PP, PT, PSD, PDT, PR, PCdoB, PTB e PMN. A despeito da sua candidatura, houve um longo processo de escolha do nome que ia concorrer ao governo da Bahia. Quatro nomes foram especulados, além de Rui estavam na disputa: Luiz Caetano (ex-prefeito de Camaçari), Sérgio Gabrielli (ex-presidente da Petrobras) e Walter Pinheiro, atual senador pela Bahia. O partido aprovou o nome de Rui como pré-candidato em 29 de novembro de 2013 e oficializou em 26 de junho de 2014.

#### Renata Mallet
Renata Mallet é bancária e a atual presidente do PSTU na Bahia. Se candidatou a vereadora de Salvador em 2012, sem sucesso. Nessa eleição, a candidata sai para a campanha sem coligação.

#### Paulo Souto
O candidato Paulo Souto é formado em Geologia pela Universidade Federal da Bahia e foi Secretário de Minas e Energia no segundo governo Antônio Carlos Magalhães e no governo João Durval sendo nomeado para comandar a Superintendência de Desenvolvimento do Nordeste em 1987 pelo presidente José Sarney. Filiado ao PFL foi eleito vice-governador da Bahia na chapa de Antônio Carlos Magalhães em 1990 e foi eleito governador em 1994 e 2002, além de ter conquistado um mandato de senador em 1998. O candidato lança a coligação "Unidos pela Bahia", que reúne DEM, PSDB, PMDB, SD, PTN, PROS, PRB, PSC, PTC, PV, PPS, PRP, PTdoB e PSDC. O nome da Paulo Souto na escolha pelo governo da Bahia foi fechado em 10 de abril de 2014 após várias discussões, que permitiu incluir na chapa de oposição o PMDB e PSDB que na Bahia eram adversários históricos na época do ex-senador e ex-governador Antônio Carlos Magalhães.

#### Da Luz
O candidato Da Luz é natural de Jundiaí (SP) e o atual presidente do PRTB no estado. Foi candidato nas eleições de 2002 ao governo da Bahia e a prefeito de Salvador na eleição municipal de 2004 e 2012, não conseguido os pleitos.  Nessa eleição, o candidato lança a coligação "Por uma Bahia Livre e Justa", formada por PRTB e PEN.

#### Lídice da Mata
Sobre Lídice da Mata ela é formada em Economia pela Universidade Federal da Bahia e apesar de pertencer ao então clandestino PCdoB estreou na política pelo PMDB em 1982 quando foi eleita vereadora em Salvador e em 1986 foi eleita deputada federal. De volta ao PCdoB foi derrotada ao disputar o governo da Bahia em 1990, mas dois anos depois foi eleita prefeita de Salvador pelo PSDB. Filiada ao PSB após deixar a prefeitura e a atual presidente do partido no estado, foi eleita deputada estadual em 1998 e 2002 e a seguir deputada federal e senadora. Nessa eleição, a senadora lançou candidatura pela coligação "Um Novo Caminho para a Bahia", que conta com PSB, PSL e PPL.

#### Marcos Mendes
Marcos Mendes é formado em Geologia pela Universidade Federal da Bahia, pós-graduado em Gestão Pública Municipal e Governamental e mestre em Geologia Ambiental. Em 2004 desfiliou-se do PT na Bahia para fundar o PSOL, da qual preside. Foi candidato a deputado federal nas eleições de 2006, a governador da Bahia em 2010 e a vereador nas eleições de 2008 e 2012, todas não conseguindo se eleger. Nessa eleição, o PSOL não se coligou a outro partido.

### Debates do primeiro turno
Para a eleição de 2014 ao governo do estado, alguns debates entre os candidatos foram realizados. O ciclo de debates eleitorais foi iniciado em 17 de julho de 2014 na Reitoria da Universidade Federal da Bahia (UFBA). Promovido pelo mestrado em Segurança Pública, Justiça e Cidadania da Faculdade de Direito da UFBA, com exceção do candidato governista Rui Costa, todos os outros cinco candidatos compareceram ao evento. Sob a mediação do vice-diretor da Faculdade de Direito Júlio César de Sá da Rocha, a discussão foi centralizada na questão da segurança pública.
Os candidatos voltaram a se encontrar em 29 de julho. Não foi um debate, por não permitir perguntas dos candidatos entre si, mas uma sabatina feita pela Academia de Letras da Bahia (ALB) e transmitida ao vivo pela TVE Bahia, em televisão aberta, e pelo portal do Instituto de Radiodifusão Educativa da Bahia (IRDEB), na internet. Realizado na sede da ALB, no bairro de Nazaré em Salvador, com mediação do acadêmico e poeta Luís Antonio Cajazeira Ramos, o evento foi no formato de perguntas sobre políticas culturais, em duas áreas: "Estrutura e Funcionamento da Cultura" e "Patrimônio, Memória e Contemporaneidade".
Em 2 de julho foi iniciada outra sabatina entre os candidatos, promovida pelo jornal A TARDE, Rádio Metrópole e TV Aratu (afiliada do SBT no estado) como parte do projeto Vota Bahia. O evento teve como mediador o jornalista Levi Vasconcelos na qual os candidatos foram sabatinados pelos jornalistas e responderam a perguntas de internautas enviadas por e-mail em dois blocos de 20 minutos. O programa foi gravado e exibido na íntegra na internet.
O primeiro debate televisionado iria ser transmitido pela Band Bahia. Marcado anteriormente para 14 de agosto, a morte em acidente aéreo de Eduardo Campos, então presidenciável pelo PSB, e o cancelamento da agenda de campanha da candidata pelo PSB Lídice da Mata por tempo indeterminado provocaram o adiamento. Foi remarcado para às 22h do dia 28 de agosto com todos os candidatos convidados, exceto a candidata Renata Mallet por não possuir representatividade na Câmara Federal.
| Data                   | Organizador(es)                               | Paulo Souto (DEM) | Lídice da Mata (PSB) | Rui Costa (PT) | Rogério Da Luz (PRTB) | Marcos Mendes (PSOL) | Renata Mallet (PSTU) |
| ---------------------- | --------------------------------------------- | ----------------- | -------------------- | -------------- | --------------------- | -------------------- | -------------------- |
| 28 de agosto de 2014   | TV Bandeirantes Bahia                         | Presente          | Presente             | Presente       | Presente              | Presente             | Não convidada        |
| 26 de setembro de 2014 | TV Record Bahia, R7, Rádio Sociedade da Bahia | Presente          | Presente             | Presente       | Presente              | Presente             | Presente             |
| 29 de setembro de 2014 | TV Aratu, A Tarde, Rádio Metrópole            | Presente          | Presente             | Presente       | Presente              | Presente             | Não convidada        |
| 30 de setembro de 2014 | TV Bahia, G1, CBN Salvador                    | Presente          | Presente             | Presente       | Presente              | Presente             | Não convidada        |

### Ceará
| Número | Candidato (em ordem alfabética)  | Partido | Vice-candidato                            | Coligação |
| ------ | -------------------------------- | ------- | ----------------------------------------- | --- |
| 50     | Ailton Claécio Lopes Dantas      | PSOL    | Benedito Oliveira Viana (PCB)             | Frente de Esquerda Socialista PSOL / PSTU / PCB                                                                                         |
| 13     | Camilo Sobreira de Santana       | PT      | Maria Izolda Cela de Arruda Coelho (PROS) | Para o Ceará Seguir Mudando PROS / PT / PRB / PP / PDT / PTB / PSL / PRTB / PHS / PMN / PTC / PV / PEN / PPL / PSD / PCdoB / PTdoB / SD |
| 40     | Eliane Novais Eleuterio Teixeira | PSB     | Leonardo de Bayma Rebouças                | Partido não coligado |
| 15     | Eunício Lopes de Oliveira        | PMDB    | Roberto Soares Pessoa (PR)                | Ceará de Todos PMDB / PR / PSDB / DEM / PPS / PRP / PSC / PSDC / PTN                                                                    |

### Distrito Federal
| Candidato a governador | Candidato a vice-governador | Número Eleitoral | Coligação                                                                                  | Tempo de horário eleitoral |
| ---------------------- | --------------------------- | ---------------- | ------------------------------------------------------------------------------------------ | -------------------------- |
| Agnelo Queiroz PT      | Tadeu Filippelli PMDB       | 13               | Respeito por Brasília (PT/PMDB/PSC/PP/PRB/PCdoB/PV/PPL/PTN/PRP/PTdoB/PROS/PTC/PSL/PHS/PEN) |                            |
| Luiz Pitiman PSDB      | Adão Cândido PPS            | 45               | Seriedade para Mudar (PSDB/PPS/PSDC)                                                       |                            |
| Rodrigo Rollemberg PSB | Renato Santana PSD          | 40               | Somos Todos Brasília (PSB/PSD/PDT/SD)                                                      |                            |
| Toninho do PSOL PSOL   | Guillen PSOL                | 50               | Frente de Esquerda (PSOL/PCB/PSTU)                                                         |                            |
| Perci Marrara PCO      | Gilson Dobbin PCO           | 29               | Partido da Causa Operária PCO                                                              |                            |
| Jofran Frejat PR       | Flávia Peres PR             | 22               | União e Força (PR/PTB/PRTB/PMN/DEM)                                                        |                            |

### Caso Arruda
No dia 11 de fevereiro de 2010, numa decisão do Superior Tribunal de Justiça, o então governador José Roberto Arruda teve decretada sua prisão preventiva, junto a mais cinco pessoas, com o objetivo da preservação da ordem pública e da instrução criminal devido as acusações de envolvimento no que ficou conhecido como Mensalão do DEM. Ficou alojado em uma sala da Superintendência da Polícia Federal em Brasília. O motivo da prisão preventiva foi a suposta participação na tentativa de suborno do jornalista Edson Sombra, testemunha do caso. A punição de Arruda foi o primeiro caso na história do Brasil de um governador que teve sua prisão decretada, consequentemente teve o mandato cassado. Neste ano, ele se candidatou ao Governo do Distrito Federal pelo PR, em primeira instância teve a candidatura impugnada com base na lei da ficha limpa, mas a impugnação da candidatura foi suspensa sob liminar.
No dia 12 de Setembro de 2014, o TSE, seguindo decisão do PGR, optou por manter a suspensão da candidatura de Arruda nas eleições de 2014, tornando o candidato inelegível.

### Espírito Santo
| Candidato a governador | Candidato a vice-governador | Número Eleitoral | Coligação                                                                                                   | Tempo de horário eleitoral |
| ---------------------- | --------------------------- | ---------------- | --- | -------------------------- |
| Renato Casagrande PSB  | Fabrício Gandini PPS        | 40               | Pra Frente Espírito Santo PSB/PPS/PRB/PTC/PR/ PTN/PMN/PSL/PTdoB/PRTB/ PV/PCdoB/PSD/PP/PSC/ PPL/PTB/PSDC/PHS |                            |
| Paulo Hartung PMDB     | César Colnago PSDB          | 15               | O Espírito Santo Pode Muito Mais PMDB/PSDB/PROS/ DEM/PEN/SD/PRP                                             |                            |
| Roberto Carlos PT      | Célia Tavares PDT           | 13               | Com a Força do Povo Capixaba PT/PDT                                                                         |                            |
| Camila Valadão PSOL    | Wilson Júnior PSOL          | 50               | Partido Socialismo e Liberdade PSOL                                                                         |                            |
| Mauro Ribeiro PCB      | Aurélio Carlos PCB          | 21               | Frente Classista e Socialista PCB/PSTU                                                                      |                            |

### Goiás[86]
- Partido da Social Democracia Brasileira (PSDB): O governador Marconi Perillo vinha evitando falar sobre as eleições, postergando o debate e alegando foco na administração.[87] No entanto, sempre esteve claro de que ele concorreria pela quarta vez ao cargo de governador, uma vez que era a única opção da base marconista.[87] Com alto índice de rejeição na Região Metropolitana de Goiânia, o governador deve concentrar sua campanha no interior.[88] Entretanto, não deve contar desta vez com o apoio dos anapolinos, visto que o ex-prefeito daquela cidade, Antonio Gomide, deverá lançar sua candidatura.[89] É provável que, pela primeira vez, Perillo não ganhe a disputa em nenhuma das três maiores cidades do estado: Goiânia, Aparecida de Goiânia e Anápolis.[88] Com a maior coligação do Estado, que uniu 17 partidos, Marconi lançou sua candidatura à reeleição em 28 de junho de 2014 no Goiânia Arena.[90]
- Partido do Movimento Democrático Brasileiro (PMDB): Iris Rezende sempre foi considerado como candidato por boa parte dos peemedebistas.[87] Contudo, o empresário Júnior da Friboi, que comanda o grupo JBS Friboi – e foi o maior doador para a campanha de Marconi em 2006, quando chegou a ser cogitado pelo governador como seu sucessor[91] –, articulou sua candidatura pelo partido, defendendo a realização de prévias.[87] Em 4 de abril de 2014, mesmo dia em que o PT rompeu com o PMDB, Rezende lançou sua pré-candidatura ao governo do Estado.[92] Com o partido dividido entre dois pré-candidatos, esperava-se que Rezende enfrentasse Friboi em prévias eleitorais.[92][93] No entanto, em 22 de maio de 2014 o empresário publicou um texto no Facebook anunciando sua desistência.[94] Na publicação, Friboi afirmou que estava desistindo da candidatura para não "dividir o PMDB" e que só cogitou a possibilidade de ser candidato após Rezende lhe dizer que não tinha a pretensão de disputar o governo em 2014.[94] Rezende logo começou a articular sua candidatura, recebendo a visita do presidenciável Eduardo Campos (PSB) em seu apartamento (o que gerou especulações que mais tarde se provaram falsas de que poderia receber o apoio de Vanderlan Cardoso),[95] e forjando uma aliança com os ex-rivais Armando Vergílio (SD, candidato a vice) e Ronaldo Caiado (DEM, candidato a senador).[96] A candidatura de Iris Rezende foi homologada pelo PMDB em 30 de junho de 2014.[96]
- Partido dos Trabalhadores (PT): O nome do PT para a corrida sucessória é o ex-prefeito de Anápolis Antonio Gomide.[97] Em 2012, Gomide e Paulo Garcia estenderam a força do PT em dois municípios estratégicos para a sucessão: Goiânia e Anápolis, cidade na qual o PMDB encontra dificuldades.[98] Gomide foi reeleito com a maior votação proporcional de todo o País, 89% dos votos válidos, tendo mantido altos índices de aprovação até o início de 2014.[97] Garcia pressionou pela aliança com o PMDB de seu padrinho político Iris Rezende.[97] No início de abril de 2014, no entanto, Gomide foi oficializado pelo PT como candidato[99] e renunciou à prefeitura de Anápolis para poder concorrer ao governo estadual, pondo oficialmente um fim à aliança PT-PMDB estabelecida durante as eleições municipais de 2008 em Goiânia.[100] Apesar disso, o PMDB continuou pressionando o PT para que esse último não lançasse candidato; os peemedebistas teriam ameaçado votar em bloco contra a manutenção da coligação nacional entre PT e PMDB durante a convenção nacional do PMDB caso o PT não retirasse a candidatura de Gomide.[101] A candidatura de Gomide foi homologada em 27 de junho, quando foi anunciado que Tayrone Di Martino, também do PT, seria seu candidato a vice-governador.[102] O partido não conseguiu forjar uma coligação e irá lançar uma "chapa pura".[102]
- Partido Socialista Brasileiro (PSB): O PSB lançou o empresário e ex-prefeito de Senador Canedo Vanderlan Cardoso para a disputa ao Palácio das Esmeraldas.[97] Cardoso, que disputou o governo em 2010 pelo Partido da República (PR) e obteve impressionantes 500 mil votos,[95] teve uma breve passagem pelo PMDB e, após desentendimentos com Iris Rezende, se filiou ao PSB,[103] assumindo, sob as bênçãos do candidato a presidente e dirigente nacional do partido, Eduardo Campos, a presidência do Diretório Regional do PSB em Goiás, com o objetivo de disputar novamente o governo do Estado.[87] Em 14 de junho de 2014, a candidatura de Vanderlan foi homologada pelo PSB, pondo fim às especulações de que ele poderia se aliar à chapa encabeçada por Iris Rezende.[104] A aliança PSB-PMDB foi considerada inviável devido ao fato de que Ronaldo Caiado (DEM) é o candidato a Senador pela chapa do PMDB. Marina Silva, candidata a vice-presidente pelo PSB, teria vetado a articulação de acordos com ruralistas.[95]
- Partido Comunista Brasileiro (PCB): A professora Marta Jane, que concorreu ao Palácio das Esmeraldas em 2010 pelo Partido Comunista Brasileiro (PCB), lançou novamente sua candidatura em 2014.[105] Ela buscou o apoio dos outros dois partidos com os quais o PCB compõe a Frente de Esquerda: PSOL e PSTU.[105] No entanto, o PSOL apresentou seus próprios nomes para a disputa sucessória e preferiu não compor com PCB e PSTU.[106] A candidatura de Marta Jane foi homologada em 26 de junho de 2014 pelo PCB.[107] O vice escolhido para a chapa foi Felipe Rodrigo do PSTU.[107]
- Partido Socialismo e Liberdade (PSOL): O PSOL oficializou a candidatura do professor Weslei Garcia como candidato ao governo do Goiás em 28 de junho de 2014.[108] Também compõem a chapa a socióloga Cíntia Dias, como candidata a vice-governadora, e o advogado Élder Sampaio de Araújo, postulante ao Senado. O PSOL disputará as eleições em Goiás sem nenhuma aliança com qualquer outro partido.[108]
- Partido Social Democrata Cristão (PSDC): O advogado Alexandre Magalhães foi oficializado como candidato a governador pelo PSDC em 27 de junho de 2014.[109] Ele havia desistido de disputar o governo para apoiar Marconi Perillo, mas voltou atrás.[110]

| Candidato a governador                      | Candidato a vice-governador | Número eleitoral | Coligação | Candidato a senador | Número eleitoral |
| ------------------------------------------- | --------------------------- | ---------------- | --- | ------------------- | ---------------- |
| AlexandreAlexandre Magalhães Magalhães PSDC | Rodrigo Adorno PSDC         | 27               | Nenhuma | Aldo Muro PSDC      | 271              |
| Antonio Gomide PT                           | José do Carmo PT            | 13               | Nenhuma | Marina Sant'anna PT | 131              |
| Iris Rezende PMDB                           | Armando Vergílio SD         | 15               | Amor por Goiás PMDB / DEM / SD / PC do B / PRTB / PTN / PPL                                                                              | Ronaldo Caiado DEM  | 251              |
| Marconi Perillo PSDB                        | José Eliton Junior PP       | 45               | Garantia de um Futuro Melhor para Goiás PRB / PP / PDT / PTB / PSL / PR / PPS / PHS / PMN / PTC / PV / PSDB / PEN / PSD / PT do B / PROS | Vilmar Rocha PSD    | 551              |
| Marta Jane PCB                              | Felipe Rodrigo PSTU         | 21               | Construindo o Poder Popular: Goiás para os Trabalhadores PCB / PSTU                                                                      | Antônio Neto PCB    | 210              |
| Vanderlan Cardoso PSB                       | Alcides Ribeiro PSC         | 40               | Participação PopularPSB / PSC / PRP | Aguimar Jesuíno     | 401              |
| Weslei Garcia PSOL                          | Cintia Dias PSOL            | 50               | Nenhuma | Elber Sampaio PSOL  | 500              |

### Maranhão
- Edison Lobão Filho (PMDB): então senador, foi o candidato ao governo do estado apoiado pela então governadora Roseana Sarney, que tinha altos índices de rejeição no Maranhão e em todo o Brasil.[carece de fontes?] Tinha Arnaldo Melo, deputado estadual presidente da Assembleia Legislativa do Maranhão, como candidato a vice-governador, e Gastão Vieira, ministro do turismo como candidato ao senado federal. Embora "puro-sangue", a coligação "Pra Frente Maranhão" era extensa, e contava com PRB, PT, PTB, PSL, PTN, PSC, PR, DEM, PSDC, PRTB, PHS, PMN, PV, PRP, PEN, PSD e PT do B, além do PMDB.
- Flávio Dino (PCdoB): ex-deputado federal e ex-presidente da Embratur, foi o candidato de oposição ao governo do Maranhão. Foi candidato ao governo também em 2010, e disputou a prefeitura de São Luís em 2008. para as eleições em 2014, conseguiu alianças com o PSDB e o então presidenciável Aécio Neves. Porém, Marina Silva (PSB) também participou nessa chapa por conta da aliança regional. O deputado federal Carlos Brandão (PSDB) foi o candidato a vice-governador e o então vice-prefeito de São Luís, Roberto Rocha (PSB) foi o candidato da chapa ao senado federal, com o apoio do então prefeito de São Luís, Edivaldo Holanda Júnior (PTC), do prefeito de Imperatriz, Sebastião Madeira (PSDB), além de outros cabos eleitorais. Formou a coligação "Todos pelo Maranhão", composta por PCdoB, PSDB, PSB, PP, SD, PTC, PPS, PROS e PDT. Apoiou a reeleição de Dilma Rousseff, por conta de algumas de suas alianças locais fazerem parte da coligação nacional, incluindo o próprio PCdoB.[carece de fontes?]

| Candidato a governador     | Candidato a vice-governador | Número Eleitoral | Coligação/Partido                                                                                              | Coligações proporcionais/Partido | Tempo de horário eleitoral |
| -------------------------- | --------------------------- | ---------------- | --- | --- | -------------------------- |
| Edison Lobão Filho PMDB    | Arnaldo Melo PMDB           | 15               | Pra Frente Maranhão PMDB, PT, DEM, PEN, PHS, PMN, PR, PRB, PRP, PRTB, PSC, PSD, PSDC, PSL, PTB, PTdoB, PTN, PV | Pra Frente Maranhão 1PMDB-PV-PRB-PTB-DEM-PR Democrata TrabalhistaPRP-PRTB-PTN-PSDC-PSL Por Um Maranhão Mais FortePTdoB-PSC-PEN-PMN-PHS Pra Seguir em Frente com Muito Mais MudançaPT-PSD | 9 min e 27 s               |
| Flávio Dino PCdoB          | Carlos Brandão PSDB         | 65               | Todos Pelo Maranhão PCdoB, PSB, PSDB, PPS, PP, SD, PDT, PTC, PROS                                              | Todos Pelo Maranhão 3PCdoB-PSB-PSDB-PPS-PP-SD Todos Pelo Maranhão 2PDT-PTC-PROS | 5 min e 58 s               |
| Luis Antonio Pedrosa PSOL  | Prof. Odivio Neto PSOL      | 50               | Partido Socialismo e Liberdade PSOL                                                                            | - | 1 min e 9 s                |
| Prof. Josivaldo Correa PCB | Francinaldo Leite PCB       | 21               | Partido Comunista Brasileiro PCB                                                                               | - | 1 min e 5 s                |
| Saulo Arcangeli PSTU       | Ana Paula Martins PSTU      | 16               | Partido Socialista dos Trabalhadores Unificados PSTU                                                           | - | 1 min e 5 s                |
| Zeluis Lago PPL            | Cristiana Jansen PPL        | 54               | Partido Pátria Livre PPL                                                                                       | - | 1 min e 5 s                |

### Mato Grosso[112]
Com informações oriundas do Tribunal Superior Eleitoral.
| Candidato a governador e partido | Vice-governador   | Número | Coligação                                                                                                 | Votação | Percentual | Status             |
| -------------------------------- | ----------------- | ------ | --- | ------- | ---------- | ------------------ |
| Pedro Taques - PDT               | Carlos Fávaro PP  | 12     | CORAGEM E ATITUDE PRA MUDAR (PDT / PP / DEM / PSDB / PSB / PPS / PV / PTB / PSDC / PSC / PRP / PSL / PRB) | 833.788 | 57,25%     | Eleito no 1º turno |
| Lúdio Cabral PT                  | Tetê Bezerra PMDB | 13     | AMOR A NOSSA GENTE (PT / PMDB / PROS / PR / PC do B)                                                      | 472.507 | 32,45%     | Não eleito         |
| Janete Riva PSD                  | Dr. Aray PSD      | 55     | VIVA MATO GROSSO (PSD / PTC / PTN / PEN / PRTB / SD)                                                      | 144.440 | 9,92%      | Não eleito         |
| José Roberto Cavalcante PSOL     | Marco Natale PSOL | 50     | PSOL | 5.570   | 0,38%      | Não eleito         |

### Mato Grosso do Sul[113]
| Candidato a governador   | Candidato a vice-governador | Número Eleitoral | Coligação                                                                            | Tempo de horário eleitoral |
| ------------------------ | --------------------------- | ---------------- | ------------------------------------------------------------------------------------ | -------------------------- |
| Nelson Trad Filho PMDB   | Janete Morais PSB           | 15               | MS Cada Vez Melhor PMDB, PSB, PSC, PRB, PRTB, PHS e PT do B                          | 04’18”48                   |
| Delcídio do Amaral PT    | Londres Machado PR          | 13               | Mato Grosso do Sul com a Força de Todos PT, PR, PROS, PDT, PCdoB, PV, PRP, PTC e PTB | 06’20”12                   |
| Reinaldo Azambuja PSDB   | Rose Modesto PSDB           | 45               | Novo Tempo PSDB, PSD, SD, PSD, PMN e DEM                                             | 04’55”91                   |
| Evander Vendramini PP    | Virgínia Magrini PP         | 11               | - PP                                                                                 | 02’07”49                   |
| Sidney Melo PSOL         | Waldely Vaneli PSOL         | 50               | - PSOL                                                                               | 01’11”35                   |
| Marco Antônio Monje PSTU | Suél Ferranti PSTU          | 16               | - PSTU                                                                               | 01’06”67                   |

- Mais informações sobre as eleições 2014 em Mato Grosso do Sul.

### Minas Gerais
Pimenta da Veiga (PSDB): No governo mineiro desde 2003, o partido lança a candidatura do advogado, ex-prefeito de Belo Horizonte e ex-ministro Pimenta da Veiga.
Fernando Pimentel (PT): O PT lança a candidatura do ex-prefeito de Belo Horizonte por dois mandatos e atual ministro do desenvolvimento, Fernando Pimentel.
Tarcisio Delgado (PSB): Partido que comanda a prefeitura de Belo Horizonte há 5 anos lançou o nome do ex-prefeito de Juiz de Fora, Tarcísio Delgado.
Fidélis (PSOL): O PSOL lança o nome do comunicólogo Fidélis Oliveira.
Eduardo Ferreira (PSDC): O candidato do PSDC é Eduardo Ferreira.
Túlio Lopes (PCB): Em candidatura própria, o partido lança o nome do professor Túlio Lopes.
Cleide Donária (PCO): O partido lança o nome da servidora pública Cleide Donária.
André Alves (PHS): O PHS lançou o nome do advogado André Alves para a corrida ao Palácio Tiradentes, porém ainda em agosto, André renunciou a candidatura.
| Candidato a governador    | Candidato a vice-governador | Número Eleitoral | Coligação                                                                              | Tempo de horário eleitoral |
| ------------------------- | --------------------------- | ---------------- | -------------------------------------------------------------------------------------- | -------------------------- |
| Pimenta da Veiga PSDB     | Dinis Pinheiro PP           | 45               | Todos por Minas PSDB, PP, DEM, PV, PPS, PTB, PSD, PTN, PR, PMN, SD, PDT, PTC, PSL, PSC | 8'18                       |
| Fernando Pimentel PT      | Antônio Andrade PMDB        | 13               | Minas Pra Você PT, PMDB, PCdoB, PRB, PROS                                              | 6'03                       |
| Tarcísio Delgado PSB      | Síliva Reis PRTB            | 40               | Minas quer mudança PSB, PRTB, PPL                                                      | 1'44                       |
| Fidélis Alcântara PSOL    | Victória Mello PSTU         | 50               | Frente de Esquerda Socialista PSOL, PSTU                                               | 1'01                       |
| Eduardo Ferreira PSDC     | Raimundo Nonato PSDC        | 27               | Partido Social Democrata Cristão PSDC                                                  | 1'02                       |
| Professor Túlio Lopes PCB | Roberto Auad PCB            | 21               | Partido Comunista Brasileiro PCB                                                       | 1'02                       |
| Cleide Donária PCO        | Fabinho PCO                 | 29               | Partido da Causa Operária PCO                                                          | 1'02                       |

### Pará[114]
Simão Jatene (PSDB): O PSDB anunciou na Convenção Estadual em Belém, o nome do governador Simão Jatene para concorrer à reeleição na votação de outubro. O deputado federal Zequinha Marinho, do PSC, compõe a chapa como candidato a vice-governador.
Durante a convenção, Jatene anunciou que pretende continuar os investimentos em saúde, educação e segurança. O governador também disse que é preciso aumentar a atenção básica à saúde e projetos sociais, além de aumentar a confiabilidade do estado para gerar empregos através do investimento de empresas privadas.
Simão Robison Oliveira Jatene é economista e atual governador do Pará. Foi secretário de planejamento em duas ocasiões e concorreu pela primeira vez ao governo em 2002, quando foi eleito. Após os quatro anos de mandato, Jatene não disputou reeleição. Em 2010, foi novamente eleito para o cargo.
Helder Barbalho (PMDB): O PMDB anunciou na Convenção Estadual em Belém, o nome do administrador Helder Barbalho para concorrer ao governo do Pará nas eleições de outubro. O candidato a vice será o deputado Lira Maia, do DEM.
De acordo Helder, caso seja eleito, o foco de sua gestão será nas pessoas, para que o Pará cresça e se desenvolva como o restante do país. Helder disse que, se eleito, irá viajar bastante pelo estado para entender as diferenças entre as regiões do Pará, atendendo primariamente demandas de saúde, educação e segurança pública. O candidato anunciou também que o PMDB irá apoiar a candidatura do petista Paulo Rocha ao senado.
Helder Zahluth Barbalho é vice-presidente do PMDB, ao qual se filiou em 1997. Antes de concorrer ao governo do estado, Helder foi eleito vereador de Ananindeua em 2000, renunciando ao cargo para disputar como estadual nas eleições de 2002o. Após vencer a disputa, concorreu ao cargo de prefeito de Ananindeua, foi eleito e concorreu novamente em 2008, vencendo pela segunda vez.
Marco Carrera (PSOL): Inicialmente, a ex-deputada estadual Araceli Lemos havia sido definida pelo diretório estadual do partido em fevereiro de 2014. Porém, acabou desistindo para cuidar de problemas de saúde. No dia 26 de junho, foi definida na Convenção Estadual do PSOL que o sociólogo Marco Carrera concorrerá ao governo estadual. Segundo o partido, o candidato a vice-governador ainda está sendo negociado com o PSTU, que irá compor a coligação Frente de Esquerda.
È a primeira vez que Marco Carrera concorre a um cargo eletivo. O professor tem 47 anos, nasceu em Belém e se graduou em sociologia pela Universidade Federal do Pará. Ele é casado e tem dois filhos. O candidato atua como professor na rede pública e exerce cargo técnico na Secretaria de Estado de Meio Ambiente (Sema), além de ocupar cargo de coordenação no Sindicato dos Trabalhadores e Trabalhadoras da Gestão Ambiental do Estado do Pará e ser membro do Conselho Estadual de Meio Ambiente.
José Carlos Lima (PV): O PV confirmou na convenção do partido o nome do advogado José Carlos Lima, o Zé Carlos do PV, para concorrer ao governo do Pará nas eleições de outubro. O candidato a vice, que irá compor a chapa de Zé Carlos, ainda não foi anunciado.
Durante o evento, Zé Carlos disse que planeja manter uma relação de parceria com as cadeias produtivas de madeira e minério, gerando emprego e renda de forma sustentável. Ele apontou que uma grande quantidade de paraenses vive abaixo da linha de pobreza ou em situação de encarceramento, e propôs um programa de integração social através do esporte, cultura e educação.
O candidato do PV nasceu em 20 de agosto de 1957 e é formado em direito pela Universidade da Amazônia. Na década de 70, trabalhou como tipógrafo e se envolveu com o movimento sindical. Se filiou ao PT em 1981 e chegou a ser vereador pelo partido. Disputou as eleições de 1992 como candidato a prefeito e cumpriu dois mandatos como deputado estadual. Zé Carlos também trabalhou como Chefe da Casa Civil do governo e exerceu o cargo de Secretário Especial de Promoção Social. Recentemente atuou como secretário de meio-ambiente de Belém e membro da Comissão de Meio Ambiente da OAB.
Elton Braga (PRTB): O PRTB confirmou na convenção do partido o nome do administrador Elton Braga para concorrer ao governo do Pará nas eleições de outubro. O candidato a vice, que irá compor a chapa de do partido, ainda não foi anunciado.
Segundo o candidato, o principal problema do Pará é a baixa capacidade de investimento do estado. Elton critiou a Lei Kandir, que concede benefícios fiscais para produtos exportados, e disse que o governador precisa ter coragem para propor uma reforma administrativa em órgãos de administração direta e indireta, já que a estrutura atual do governo gera um alto impacto nas contas públicas por conta do pagamento da folha salarial.
Apesar de ter nascido em Belém, Elton se define como um candidato do interior do estado. O administrador tem 44 anos, morou em Tucuruí e atualmente reside em Parauaopebas. Ele já concorreu aos cargos de vereador, deputado estadual e deputado federal, mas nunca foi eleito.
Marco Antônio (PCB): O PCB anunciou, na convenção estadual do partido, o nome do administrador Marco Antônio Nascimento Ramos para concorrer ao governo do Pará nas eleições de outubro. O candidato ao cargo de vice-governador será Luis Menezes.
O anúncio da sua candidatura foi no Distrito Industrial de Ananindeua. Segundo o partido, o PCB não irá realizar coligações, e tem como plataforma uma maior participação popular na gestão, a valorização do trabalhador, a reforma agrária e a diminuição da concentração de renda no estado.
| Candidato a governador | Candidato a vice-governador | Número Eleitoral | Coligação                                                                                       | Tempo de horário eleitoral |
| ---------------------- | --------------------------- | ---------------- | ----------------------------------------------------------------------------------------------- | -------------------------- |
| Simão Jatene PSDB      | Zequinha Marinho PSC        | 45               | Juntos Com o Povo PSDB, PSC, PSD, PSB, PP, PPS, SD, PTB, PRB, PEN, PMN, PTC, PSDC e PRP e PTdoB | 07min22seg                 |
| Helder Barbalho PMDB   | Lira Maia DEM               | 15               | Todos pelo Pará PMDB, DEM, PT, PDT, PR, PCdoB, PROS, PPL, PSL, PHS e PTN                        | 07min49seg                 |
| Marco Carrera PSOL     | Benedita Amaral PSTU        | 50               | Frente de Esquerda - Mudança pra valer. PSOL e PSTU                                             | 01min11seg                 |
| José Carlos Lima PV    | Raimundo Salame PV          | 43               | - PV                                                                                            | 01min22seg                 |
| Elton Braga PRTB       | Doutor Josenildo PRTB       | 28               | - PRTB                                                                                          | 01min08seg                 |
| Marco Antônio PCB      | Luís Menezes PCB            | 21               | - PCB                                                                                           | 01min06seg                 |

### Paraíba
| Cássio Cunha Lima (PSDB) | Ricardo Coutinho (PSB) | Vital do Rêgo (PMDB) | Major Fábio (PROS) | Tárcio Teixeira (PSOL) | Antonio Radical (PSTU) |
| ------------------------ | ---------------------- | -------------------- | ------------------ | ---------------------- | ---------------------- |

### Paraná
- Bernardo Pilotto (PSOL):O Partido Socialismo e Liberdade (PSOL) realizou, em Curitiba, a convenção estadual para definir o posicionamento da legenda durante as eleições de outubro. NO encontro, ficou definido o nome do sociólogo Bernardo Pilotto para concorrer ao governo estadual e de Luiz Romeiro Piva, para o senado.[126]
- Roberto Requião (PMDB): A convenção estadual do PMDB do Paraná decidiu, que terá candidatura própria para o governo do estado na eleição de 2014. O nome apontado pela maioria dos delegados do partido é o do senador Roberto Requião, que já governou o estado por três mandatos. A tese da candidatura de Requião venceu a proposta de coligação do PMDB com o PSDB do atual governador, Beto Richa. O partido ainda lançou Marcelo Almeida como candidato ao Senado.[127] O PMDB junto com o PV e o PPL formou então a coligação Paraná com Governo, sendo que a candidatura de Requião também recebeu o apoio do Polo Comunista Luiz Carlos Prestes (PCLCP),[128] partido sem registro no TSE.
- Rodrigo Tomazini (PSTU): O Partido Socialista dos Trabalhadores Unificado (PSTU) oficializou a candidatura de Rodrigo Tomazini ao governo do Paraná, em convenção em Curitiba. A legenda definiu que terá chapa única, sem alianças para o primeiro turno.[129]
- Gionísio Marinho (PRTB): Em convenção realizada em Curitiba, o Partido Renovador Trabalhista Brasileiro (PRTB) definiu que o presidente da legenda, Geonísio Marinho, será candidato ao Governo do Paraná nas eleições de outubro. O candidato a vice-governador será Rodrigo Carlo Sottile, que é de Londrina, no norte do Paraná.[130]
- Beto Richa (PSDB): O governador Beto Richa teve a candidatura à reeleição confirmada em convenção do Partido da Social Democracia Brasileira (PSDB). O encontro reuniu lideranças da legenda, como o vice-governador Flávio Arns, o presidente da Assembleia Legislativa Valdir Rossoni, o senador Álvaro Dias, Mário Celso Cunha, Ademar Traiano  e ainda de partidos que anunciaram apoio a candidatura de Richa. A convenção foi realizada no clube Paraná Clube, em Curitiba.[131]
- Ogier Buchi (PRP): O Partido Republicano Progressista (PRP) definiu que terá candidato próprio nas eleições para o Governo do Paraná neste ano. Em convenção realizada em Curitiba, a legenda lançou o nome de Ogier Buchi como postulante ao cargo majoritário do estado. O partido também terá na figura de Mauri Viana o candidato ao Senado.[132]
- Gleisi Hoffmann (PT): é a candidata de oposição. Teve sua candidatura oficilizada em junho de 2014, durante evento em Curitiba, com a presença do ex-presidente Lula e da presidente Dilma Rousseff. Gleisi foi ministra-chefe da casa civil durante o governo Dilma e é senadora pelo Paraná. Tem o apoio do prefeito de Curitiba Gustavo Fruet, do ex-senador Osmar Dias e de Paulo Bernardo

| Candidato a governador | Candidato a vice-governador | Número Eleitoral | Coligação                                                                                               | Tempo de horário eleitoral |
| ---------------------- | --------------------------- | ---------------- | --- | -------------------------- |
| Beto Richa PSDB        | Cida Borghetti PROS         | 45               | Todos pelo Paraná PSDB, PROS, PSD, PSB, DEM , PPS, PSC, PR, SD, PSL, PSDC, PMN, PHS PEN,PP, PTdoB e PTB | 8min 42s                   |
| Gleisi Hoffmann PT     | Haroldo Ferreira PDT        | 13               | Paraná Olhando pra Frente PT, PDT, PCdoB, PTN e PRB                                                     | 4min 00s                   |
| Requião PMDB           | Rosane Ferreira PV          | 15               | Paraná com Governo PMDB, PV e PPL com apoio do PCLCP                                                    | 2min 56s                   |
| Bernardo Pilotto PSOL  | Maicon Palagano PSOL        | 50               | - PSOL                                                                                                  | 0min 54s                   |
| Ogier Buchi PRP        | Elson Robas PRP             | 44               | - PRP                                                                                                   | 0min 53s                   |
| Tulio Bandeira PTC     | Ulisses Sabino PTC          | 36               | - PTC                                                                                                   | 0min 51s                   |
| Gionísio Marinho PRTB  | Rosângela Balduino PRTB     | 28               | - PRTB                                                                                                  | 0min 51s                   |
| Rodrigo Tomazini PSTU  | Érika Andreassy PSTU        | 16               | - PSTU                                                                                                  | 0min 50s                   |

### Pernambuco[133]
Armando Monteiro Neto (PTB): O senador Armando Monteiro Neto é considerado favorito nas eleições para governador de Pernambuco. Seu candidato a vice é Paulo Rubem Santiago, filiado ao PDT, a coligação "Pernambuco vai Mais Longe", é integrada ainda por PTB/PDT/PT/PSC/PRB/PTdoB.
Paulo Câmara (PSB): O economista Paulo Câmara, do PSB, faz sua estreia como candidato a governador pela coligação "Frente Popular de Pernambuco", composta ainda por PSB/PMDB/PSDB/DEM/PCdoB/PSD/PR/PPS/SD/PP/PTC/PRP/PTN/PPL/PHS/PSDC/PROS/PEN/PRTB/PSL. Raul Henry, do PMDB, é o candidato a vice.
Zé Gomes (PSOL): Zé Gomes é candidato a governador pelo PSOL, que forma a coligação "Mobilização pelo Poder Popular" com o PMN. Entrou no lugar de Zé Miguel, que teve sua candidatura negada. Aos 35 anos, é o mais jovem entre os seis postulantes ao governo estadual. A advogada Viviane Cruz é sua candidata a vice, e assim como Zé Gomes, é a mais jovem dentre os candidatos a vice (31 anos).
Miguel Anacleto (PCB): O servidor público Miguel Anacleto, formado em Engenharia de Pesca pela Universidade Rural de Pernambuco, é o candidato do PCB ao governo de Pernambuco, fazendo também sua estreia numa eleição. Délio Mendes é o candidato a vice, sendo o mais velho dentre os seis candidatos a vice-governador (74 anos).
Jair Pedro (PSTU): Candidato a governador pelo PSTU, Jair Pedro é servidor público na área de saúde. Tem Kátia Telles como candidata a vice na chapa neutra.

Pantaleão (PCO): A candidatura do servidor público estadual foi deferida com recurso pelo TRE-PE, sendo a única em tal situação. Pantaleão terá Silvio Santos como vice em sua chapa.

### Piauí
| Candidato a governador(a) do estado | Candidato a vice-governador(a) | Número | Coligação | Votação   | Percentual |
| ----------------------------------- | ------------------------------ | ------ | --- | --------- | ---------- |
| Wellington Dias PT                  | Margarete Coelho PP            | 13     | A vitória com a força do povo (PT, PP, PTB, PR, PHS, PROS, PRP, SD)                                          | 1.053.342 | 63,08%     |
| Moraes Souza Filho PMDB             | Sílvio Mendes PSDB             | 15     | Piauí no coração (PMDB, PSDB, PSB, PSD, DEM, PPS, PDT, PCdoB, PV, PRB, PSL, PTN, PSDC, PMN, PTC, PTdoB, PEN) | 555.201   | 33,25%     |
| Mão Santa PSC                       | Nilfrânio Nascimento PSC       | 20     | PSC (sem coligação)                                                                                          | 25.877    | 1,55%      |
| Maklandel Aquino PSOL               | Romualdo Brasil PCB            | 50     | O poder popular na construção do socialismo (PSOL, PCB)                                                      | 22.480    | 1,35%      |
| Daniel Solon PSTU                   | Solimar Silva PSTU             | 16     | PSTU (sem coligação)                                                                                         | 6.452     | 0,39%      |
| Neto Sambaíba PPL                   | Rejane Palácio PPL             | 54     | PPL (sem coligação)                                                                                          | 4.217     | 0,25%      |
| Lourdes Melo PCO                    | Cloves José PCO                | 29     | PCO (sem coligação)                                                                                          | 2.180     | 0,13%      |

### Rio de Janeiro
Pezão (PMDB): Luiz Fernando de Souza, conhecido como Pezão, foi vereador e prefeito de Piraí por dois mandatos (1997-2000 e 2001-2004) e foi secretário de estado durante o governo de Rosinha. Em 2006 é eleito vice-governador do estado, assumindo no ano seguinte, também acumulando o cargo de Secretário de Obras durante o governo de Sérgio Cabral, com a renúncia deste, em abril de 2014, assumiu o governo do estado. É candidato à reeleição pela coligação O Rio em Primeiro Lugar, encabeçada pelo PMDB e terá como vice o senador Francisco Dornelles (PP).
Crivella (PRB): Bispo licenciado da Igreja Universal do Reino de Deus, Crivella foi eleito senador em 2002, assumindo em 2003, assumiu o ministério da pesca em 2012, concorreu duas vezes à prefeitura do Rio - em 2004 e 2008. Concorre ao governo do estado pela segunda vez, sendo a primeira em 2006, quando ficou de fora do segundo turno. No segundo turno de 2014, obteve apoio de Garotinho e Lindbergh Farias contra Pezão.
Anthony Garotinho (PR): Ex-prefeito de Campos dos Goytacazes por dois mandatos, Garotinho foi governador do estado entre 1999 e 2002, ainda em 2002 foi candidato à presidência da república. Em 2010 foi eleito deputado federal com a maior votação do estado do Rio de Janeiro. Tentará a volta ao Palácio Guanabara pela Aliança Republicana e Trabalhista, formada por PR, PTdoB e PROS e terá como vice em sua chapa o vereador e major do Corpo de Bombeiros Márcio Garcia, que foi um dos presos em 2011 devido à invasão do quartel general da corporação em protesto por melhores salários.
Lindberg (PT): Ex-líder estudantil durante o movimento Fora Collor, Lindberg Farias foi deputado federal e prefeito de Nova Iguaçu por dois mandatos consecutivos, Em 2010 deixou a prefeitura de Nova Iguaçu para ser candidato a senador, sendo eleito com a maior votação da história. É candidato pela Frente Popular formada por PT, PSB, PCdoB e PV e tem como vice na chapa Roberto Rocco (PV).
Tarcísio Motta (PSOL): Em candidatura própria, o partido decidiu por lançar o nome de Tarcísio Motta para a concorrida ao Palácio Guanabara, Tarcísio é professor de história do colégio Pedro II e tem como candidato a vice o vigilante José Renato Gomes, conhecido como Renatão do Quilombo.
Dayse Oliveira (PSTU): O partido lança a candidatura da professora da rede estadual e militante socialista e do movimento negro no Rio de Janeiro Dayse Oliveira, ela foi candidata à vice-presidente em 2002, ao senado em 2006, e a prefeitura de São Gonçalo por duas vezes, será a única mulher a disputar a corrida ao Palácio Guanabara.
Ney Nunes (PCB): Novamente lançando candidatura própria, o PCB indicou o nome do Ney Nunes, bancário que trabalha há dez anos no Banco do Brasil, sua história na militância política se iniciou ainda nos tempos da Ditadura Militar. Em 1976/77 participou da reconstrução do movimento estudantil e das primeiras manifestações pela Anistia. No ano de 1978 começa a trabalhar na LIGHT e se dedica a militância sindical, em 1984 ajudou a organizar a primeira greve dos eletricitários no Rio de Janeiro depois do golpe de 64. Foi delegado no Congresso de fundação da CUT em 1983 e integrou sua primeira diretoria no Rio de Janeiro no ano de 1986. Após a eleição de Lula (2002), rompe com a CUT por discordar do seu atrelamento ao governo e sua política de conciliação de classes. Ney Nunes graduou-se em História pela UERJ.
| Candidatos a governador e a vice                    | Número Eleitoral | Coligação | Tempo de horário eleitoral | Votos no 1º turno | Porcentagem | Votos no 2º turno | Porcentagem |
| --------------------------------------------------- | ---------------- | --- | -------------------------- | ----------------- | ----------- | ----------------- | ----------- |
| Luiz Fernando Pezão (PMDB) Francisco Dornelles (PP) | 15               | O Rio em Primeiro Lugar PMDB, PP, DEM, PSD, PSC, PSDB, PPS, PSL, SD, PHS, PTN, PSDC, PMN, PTC, PRP, PRTB, PPL, PEN e PTB | 8'57                       | 3.242.513         | 40,57%      | 4.343.298         | 55,78%      |
| Marcelo Crivella (PRB) General Abreu (PRB)          | 10               | sem coligação | 1'09                       | 1.619.165         | 20,26%      | 3.442.713         | 44,22%      |
| Anthony Garotinho (PR) Márcio Garcia (PR)           | 22               | Aliança Republicana e Trabalhista PR, PROS, PTdoB                                                                        | 2'17                       | 1.576.511         | 19,73%      |                   |             |
| Lindberg Farias (PT) Roberto Rocco (PV)             | 13               | Frente Popular PT, PV, PSB, PCdoB                                                                                        | 4'38                       | 798.897           | 10,00%      |                   |             |
| Tarcísio Motta (PSOL) Renatão do Quilombo (PSOL)    | 50               | sem coligação | 1'01                       | 712.734           | 8,92%       |                   |             |
| Dayse Oliveira (PSTU) Marília Macedo PSTU           | 16               | sem coligação | 0'57                       | 33.442            | 0,42%       |                   |             |
| Ney Nunes (PCB) Heitor César PCB                    | 21               | sem coligação | 0'57                       | 8.950             | 0,11%       |                   |             |

### Rio Grande do Norte[144][145]
Henrique Eduardo Alves (PMDB): O presidente da Câmara dos Deputados, Henrique Eduardo Alves, é o candidato do PMDB ao Governo do Rio Grande do Norte. A convenção do partido definiu ainda o deputado federal João Maia (PR) como vice na chapa majoritária.
Robinson Faria (PSD): O PSD lançou o nome do vice-governador Robinson Faria ao cargo de chefe do Executivo estadual nas eleições de 2014. A convenção do partido definiu ainda o nome de Fábio Dantas (PC do B) como vice.
Robério Paulino (PSOL): O PSOL terá como candidato ao Governo do Rio Grande do Norte o professor Robério Paulino. A convenção do partido definiu ainda o também professor Ronaldo Garcia como vice na chapa majoritária.
Simone Dutra (PSTU): O PSTU homologou a candidatura da enfermeira Simone Dutra para o Governo do Rio Grande do Norte. A convenção do partido definiu ainda o nome de Socorro Ribeiro como vice na chapa majoritária.
Araken Farias (PSL): O PSL terá Araken Farias como candidato ao Governo do Rio Grande do Norte nas eleições de 2014. A convenção do partido definiu ainda o nome de Paulo Roberto (PSL), ex-vereador de Caicó, como vice.
| Candidato a governador      | Candidato a vice-governador | Número Eleitoral | Coligação | Tempo de horário eleitoral |
| --------------------------- | --------------------------- | ---------------- | --- | -------------------------- |
| Henrique Eduardo Alves PMDB | João Maia PR                | 15               | União pela Mudança PMDB, PR, PSB, DEM, PSDB, SD, PROS, PDT, PPS, PTB, PRB, PSC, PV, PHS, PMN, PSDC, PRP e PTN | 9 minutos e 18 segundos    |
| Robinson Faria PSD          | Fábio Dantas PCdoB          | 55               | Liderados pelo Povo PSD, PCdoB, PT, PP, PTC, PEN, PRTB, PPL e PTdoB                                           | 6 minutos e 33 segundos    |
| Robério Paulino PSOL        | Ronaldo Garcia PSTU         | 50               | PSOL | 1 minutos e 24 segundos    |
| Simone Dutra PSTU           | Socorro Ribeiro PSTU        | 16               | PSTU | 1 minuto e 20 segundos     |
| Araken Dantas PSL           | Paulo Roberto PSL           | 17               | PSL | 1 minuto e 20 segundos     |

### Rio Grande do Sul[151]
Tarso Genro (PT): O Partido dos Trabalhadores, que estava no governo desde a eleição passada, lançou a candidatura do atual governador Tarso Genro a reeleição. Contou com o apoio dos seguintes partidos: PTB, PCdoB, PROS, PTC, PPL e PR. Terá como sua vice Abigail Pereira.
Ana Amélia Lemos (PP): Considerado o maior partido do Estado, o PP lançou a candidatura da senadora Ana Amélia Lemos ao Piratini. O lançamento de sua pré-candidatura ocorreu em 24 de maio de 2014 na Assembleia Legislativa do Rio Grande do Sul, em Porto Alegre. Contou com o apoio dos seguintes partidos: PSDB, PRB, SD. Teve como seu vice o deputado estadual Cassiá Carpes (SD).
José Ivo Sartori (PMDB): Para retornar ao governo do estado, o PMDB lançou o ex-prefeito de Caxias do Sul, José Ivo Sartori. Contou com o apoio dos seguintes partidos: PSD, PSB, PPS, PSDC, PSL, PHS e PTdoB. Teve como vice José Paulo Cairoli, do PSD.
Roberto Robaina (PSOL): O PSOL lançou Roberto Robaina ao governo do estado. Teve o apoio do PSTU e sua vice foi Gabrielle Tolloti (PSOL).
Vieira da Cunha (PDT): O PDT lançou a candidatura do Deputado Federal Vieira da Cunha ao governo estadual. Teve o apoio do PSC, do DEM, do PV e do PEN.
Edison Estivalete Bilhalva (PRTB): Em convenção realizada no dia 14 de junho, o PRTB lançou a candidatura de Edison Estivalete Bilhalva ao governo do Rio Grande do Sul. A vice, foi anunciado Hermes Aloísio.
João Carlos Rodrigues (PMN) Considerado um partido de aluguel, o PMN, que apesar de estar participando em coligações para governador em todos os estados, teve candidatos ao cargo pelo próprio partido apenas no Rio Grande do Sul e no Amazonas. Nos outros estados, o PMN esteve em coligações (geralmente enormes) apoiando 8 candidatos a governador pelo PSDB, 4 pelo PMDB, 2 pelo PT, 2 pelo PSB e o restante por outras siglas. Nacionalmente o partido apoiou Aécio Neves (PSDB). Antes do pleito em primeiro turno o candidato ao Palácio Piratini foi barrado por não apresentar as contas referentes as Eleições de 2010.
| Candidato a governador    | Candidato a vice-governador  | Número Eleitoral | Coligação                                                                    | Tempo de horário eleitoral |
| ------------------------- | ---------------------------- | ---------------- | ---------------------------------------------------------------------------- | -------------------------- |
| Tarso Genro PT            | Abigail Pereira PCdoB        | 13               | Unidade popular pelo Rio Grande PT, PCdoB, PTB, PTC, PROS, PR e PPL          | 5 minutos e 18 segundos    |
| Ana Amélia Lemos PP       | Cassiá Carpes SD             | 11               | A Esperança que Une o Rio Grande PP, SD, PSDB e PRB                          | 3 minutos e 48 segundos    |
| José Ivo Sartori PMDB     | José Paulo Cairoli PSD       | 15               | O novo caminho para o Rio Grande PMDB, PPS, PSD, PSB, PSDC, PSL, PHS e PTdoB | 4 minutos e 47 segundos    |
| Vieira da Cunha PDT       | Flávio José Gomes PSC        | 12               | O Rio Grande Merece Mais PDT, DEM, PSC, PV, PEN                              | 2 minutos e 33 segundos    |
| Roberto Robaina PSOL      | Gabrielle Tolotti PSOL       | 50               | Frente de Esquerda PSOL, PSTU                                                | 54 segundos                |
| Estivalete PRTB           | Hermes Aloísio PRTB          | 28               | - PRTB                                                                       | 50 segundos                |
| Humberto Carvalho PCB     | Nuberm Medeiros PCB          | 21               | - PCB                                                                        | 50 segundos                |
| João Carlos Rodrigues PMN | Roberto Vilodre de Souza PMN | 33               | - PMN                                                                        | 50 segundos                |

### Rondônia
Expedito Júnior (PSDB): O PSDB de Rondônia anunciou em sua convenção partidária o candidato ao governo, Expedito Júnior, presidente do partido em Rondônia. O vice de Expedito é o deputado estadual Neodi Carlos, indicado pelo PSDC, um dos 11 partidos que formam coligação com o partido.
O partido anunciou ainda a coligação com os seguintes partidos: PSDC, PSD, PEN, SD, PHS, PSC, PMN, PTdoB, PRB e DEM.
Confúcio Moura (PMDB): O PMDB confirmou a candidatura de Confúcio Moura ao governo de Rondônia. O político já é governador do estado desde 2011 e concorrerá à reeleição, no pleito de outubro deste ano. O candidato a vice-governador será Daniel Pereira, do PSB. Os nomes foram definidos durante convenção partidária, em Porto Velho.
A legenda anunciou também a coligação com o PDT, PSB, PTB, PCdoB, PRTB, PSL, PRP e PTN.
Jaqueline Cassol (PR): O PR lançou a candidatura de Jaqueline Cassol ao governo de Rondônia. Em convenção partidária, a legenda escolheu o nome, por 78 votos a 23. No evento, foi confirmada também a coligação com o PP, PPS, PROS, PTC e com o PV. O deputado federal Carlos Magno, do PP, concorrerá a vice-governador pela coligação.
Padre Ton (PT): O deputado federal Padre Ton é o candidato ao governo de Rondônia pelo Partido dos Trabalhadores (PT). A candidatura ao governo foi confirmada pelo próprio deputado. O candidato a vice será Maria de Fátima Rosilho.
Pimenta de Rondônia (PSOL): No PSOL, a corrida para o governo do estado foi definida por unanimidade. Pimenta de Rondônia disputará a vaga de governador e terá como candidata a vice a professora Antônia Araújo, de Jacy-Paraná. O concorrente do partido à chefia do Executivo já disputou outras eleições. Nascido no Paraná, Pimenta está em Rondônia desde 1970 e, atualmente, é dirigente e presidente regional do PSOL. O escolhido do PSOL é pastor, professor e psicólogo e já disputou três eleições: uma para deputado, uma para prefeito e outra para senador, em 2010, quando obteve cerca de 44 mil votos.
| Candidato a governador   | Candidato a vice-governador | Número Eleitoral | Coligação                                                                      | Número de Votos (1° TURNO) | Número de Votos (2° TURNO) |
| ------------------------ | --------------------------- | ---------------- | ------------------------------------------------------------------------------ | -------------------------- | -------------------------- |
| Expedito Júnior PSDB     | Neodi Carlos PSDC           | 45               | Frente Muda Rondônia PSDB, PSDC, PSD, PEN, SD, PHS, PSC, PMN, PTdoB, PRB e DEM | 284.663 (35,42 %)          | 366.072 (46,57 %)          |
| Confúcio Moura PMDB      | Daniel Pereira PSB          | 15               | Rondônia no caminho certo PMDB, PSB, PDT, PTB, PCdoB, PRTB, PSL, PRP e PTN     | 288.228 (35,86 %)          | 419.928 (53,43 %)          |
| Jaqueline Cassol PR      | Carlos Magno PP             | 22               | O Respeito está de volta PR, PP, PPS, PV, PTC e PROS                           | 121.406 (15,11 %)          |                            |
| Padre Ton PT             | Mª de Fátima Rosilho PT     | 13               | PT                                                                             | 101.612 (12,64 %)          |                            |
| Pimenta de Rondônia PSOL | Régia Ribeiro PSOL          | 50               | Frente de Esquerda PSOL/PSTU PSOL e PSTU                                       | 7.757 (0,97 %)             |                            |

### Roraima[168]
A eleição foi decidida em dois turnos.
| Candidato a governador(a) | Candidato à vice-governador(a) | Número | Coligação                                                                                            | Votos   | Porcentagem |
| ------------------------- | ------------------------------ | ------ | --- | ------- | ----------- |
| Suely Campos PP           | Paulo Quartiero DEM            | 11     | Salve Roraima PP/PTB/DEM                                                                             | 100.973 | 41,48%      |
| Chico Rodrigues PSB       | Rodrigo Jucá PMDB              | 40     | Roraima Unida PSB/PMDB/PSDB/PR/PRB/PSD/SD/PROS/PPS/PSC/PMN/PSDC/PT do B/PRTB/PHS/PSL/PPL/PTN/PEN/PRP | 91.578  | 37,62%      |
| Ângela Portela PT         | Alexandre Henklain PDT         | 13     | É pra frente que se anda PT/PDT/PC do B/PV/PTC                                                       | 43.897  | 18,03%      |
| Hamilton PSOL             | Luiz do Nena Brasil PSOL       | 50     | Alternativa de Esquerda para Roraima PSOL/PSTU                                                       | 6.975   | 2,87%       |

### Santa Catarina[171]
| | | | |
| Afrânio Tadeu Boppré - nº 50 Vereador Partido Socialismo e Liberdade Vice: Armindo Maria                                                                        | Cláudio Antônio Vignatti - nº 13 Empresário Partido dos Trabalhadores Vice: Thiago da Silva Morastoni                                                                                        | Elpídio Ribeiro Neves - nº 44 Servidor público estadual Partido Republicano Progressista Vice: Nilton José da Silva | Gilmar Salgado dos Santos - nº 16 Servidor público estadual Partido Socialista dos Trabalhadores Unificado Vice: Cintia dos Santos de Oliveira                                           |
| | | | |
| Janaina Conceição Deitos (PPL) - nº 54 Servidor público estadual Coligação Coragem e Compromisso à Santa Catarina (PPL, PMN) Vice: Norberto Alves Pereira (PMN) | João Raimundo Colombo (PSD) - nº 55 Governador Coligação Santa Catarina em Primeiro Lugar (PSD, PMDB, DEM, PRB, PR, PSC, PSDC, PROS, PV, PDT, PCdoB, PTB) Vice: Eduardo Pinho Moreira (PMDB) | Marlene de Souza Soccas Sazan - nº 21 Odontólogo Partido Comunista Brasileiro Vice: Valdelir Luiz                   | Paulo Roberto Bauer (PSDB) - nº 45 Senador Coligação Muda Brasil, Muda Santa Catarina (PSDB, PP, PSB, PSL, PTN, PPS, PRTB, PHS, PTC, PEN, PTdoB, SD) Vice: Joares Carlos Ponticelli (PP) |

Fonte:

### São Paulo
| Candidato a governador  | Candidato a vice-governador | Número Eleitoral | Coligação/Partido                                                                       | Coligações proporcionais/Partido | Tempo de horário eleitoral |
| ----------------------- | --------------------------- | ---------------- | --------------------------------------------------------------------------------------- | --- | -------------------------- |
| Alckmin PSDB            | Márcio França PSB           | 45               | Aqui é São PauloPSDB, PSB, PRB, DEM, SD, PSC, PPS, PTC, PTN, PSL, PTdoB, PEN, PMN, PSDC | Coligação PSDB-DEM-PPS-PRB Projeto VitóriaPSL-PTN-PMN-PTC-PTdoB Partido Social CristãoPSC Partido Social Democrata CristãoPSDC Partido Socialista BrasileiroPSB SolidariedadeSD | 4min51seg                  |
| Skaf PMDB               | José Roberto Batochio PDT   | 15               | São Paulo Quer o Melhor PMDB, PDT, PSD, PP, PROS                                        | ColigaçãoPMDB-PSD-PP Partido Democrático TrabalhistaPDT Partido Republicano da Ordem SocialPROS                                                                                 | 5min58seg                  |
| Padilha PT              | Nivaldo Santana (PCdoB)     | 13               | Pra Mudar de Verdade PT, PCdoB, PR                                                      | - | 4min22seg                  |
| Gilberto Natalini PV    | Maria Lúcia Haidar PV       | 43               | Partido Verde PV                                                                        | - | 57seg                      |
| Gilberto Maringoni PSOL | Hildete Nepomuceno PSOL     | 50               | Frente de Esquerda PSOL, PSTU                                                           | - | 49seg                      |
| Laércio Benko PHS       | Sérgio Contente PHS         | 31               | Unidos por São Paulo PHS, PRP                                                           | - | 47seg                      |
| Raimundo de Jesus PCO   | Ulisses Coelho PCO          | 29               | Partido da Causa Operária PCO                                                           | - | 44seg                      |
| Wagner Farias PCB       | Hermine PCB                 | 21               | Partido Comunista Brasileiro PCB                                                        | - | 44seg                      |
| Walter Ciglioni PRTB    | Marcelo Ayres Duarte PRTB   | 28               | Partido Renovador Trabalhista Brasileiro PRTB                                           | - | 44seg                      |

### Sergipe
Cinco candidatos disputarão o Governo de Sergipe. O prazo para os partidos políticos registrarem as candidaturas dos nomes que vão concorrer nas eleições deste ano encerrou  em 5 de julho.
Cinco candidatos vão disputar o Senado; 82 são candidatos a deputado federal e 173 concorrem vaga na Assembleia Legislativa de Sergipe.
Eduardo Amorim (PSC): O PSC de Sergipe realizou no dia 30 de junho, a Convenção Estadual em Aracaju. Na ocasião, o partido confirmou a candidatura de Eduardo Amorim para concorrer ao cargo de governador do Estado e Augusto Franco Neto (PSDB) como vice na chapa majoritária.
Durante o evento, também foi anunciada a coligação “Agora Sim” que é composta pelo PSC, PSDB, DEM, PTB, PR, PP, PV, PTN, PTC, PSL, SD, PTdoB, PPS, PMN, PHS, e PEN.
Jackson Barreto (PMDB): Durante a convenção do PMDB realizada na manhã do dia 30 de junho no Centro de Aracaju, foi oficializada a candidatura à reeleição do governador de Sergipe, Jackson Barreto, e aliança com onze partidos: PMDB, PSB, PT, PSD, PDT, PRB, PROS, PCdoB, PRTB, PSDC e PRP.
O PSB indicou Belivaldo Chagas como candidato a vice-governador e para compor a chapa majoritária o PT apresentou Rogério Carvalho para disputar o Senado.
Sônia Meire (PSOL): A candidatura da professora Sônia Meire (PSOL), ao Governo de Sergipe foi oficializada na convenção do PSOL, realizada na manhã no dia 29 de junho, em Aracaju.
O pré-candidato a vice-governador da chapa de Sônia vai ser indicado pelo PSTU.
A Frente de Esquerda foi composta pelos partidos PSOL, PCB e PSTU.
Aírton da CGTB (PPL): O PPL lançou a candidatura de Aírton Costa Santos, o Aírton da CGTB. O servidor público José Vieira Filho será o candidato a vice na chapa.
Betinho dos Santos (PTN): O empresário Betinho dos Santos é o candidato ao governo de Sergipe pelo Partido Trabalhista Nacional (PTN). O candidato a vice será Lion Schuster.
| Candidato a governador | Candidato a vice-governador | Número Eleitoral | Coligação                                                                           | Tempo de horário eleitoral |
| ---------------------- | --------------------------- | ---------------- | ----------------------------------------------------------------------------------- | -------------------------- |
| Eduardo Amorim PSC     | Augusto Franco Neto PSDB    | 20               | Agora Sim PSC, PSDB, DEM, PTB, PPS, PR, SD, PTC, PEN, PV, PHS, PMN, PSL, PP e PTdoB |                            |
| Jackson Barreto PMDB   | Belivaldo Chagas PSB        | 15               | Agora é o Povo PMDB, PSB, PT, PRB, PSD, PCdoB, PDT, PROS, PRTB , PSDC e PRP         |                            |
| Sônia Meire PSOL       | Roberto Aguiar PSTU         | 50               | Frente de Esquerda – Lutar para transformar Sergipe PSOL, PSTU e PCB                |                            |
| Betinho dos Santos PTN | Lion Schuster PTN           | 19               | PTN                                                                                 |                            |
| Aírton da CGTB PPL     | José Vieira Filho PPL       | 54               | PPL                                                                                 |                            |

### Tocantins
Vencedor de quatro eleições diretas ao Palácio Araguaia, Siqueira Campos renunciou ao mandato de governador seis meses antes do pleito num gesto antecedido pelo vice-governador João Oliveira, abrindo o caminho para que Eduardo Siqueira Campos, filho do renunciante, disputasse o governo do estado ou o mandato de senador num ardil onde o pai buscaria um novo mandato tal como já ocorrera, todavia nenhuma das premissas se cumpriu e o poder foi entregue ao deputado Sandoval Cardoso. Tal situação repete o ano de 2009 quando Carlos Gaguim, ora presidente da Assembleia Legislativa, assumiu após as cassações de Marcelo Miranda e Paulo Sidney e depois tornou-se governador mediante uma eleição indireta. Quanto a Sandoval Cardoso, ele é de Goiânia e foi eleito deputado estadual pelo PMDB em 2006 e 2010 antes de ingressar no Solidariedade e ascendeu ao posto de governador tendo o empresário Tom Lyra como o seu companheiro de chapa.
O resultado das urnas, todavia, apontou a vitória do agropecuarista Marcelo Miranda. Nascido em Goiânia e radicado em Araguaína, foi eleito deputado estadual pelo PMDB em 1990 e 1994, trocou a condição de adversário de Siqueira Campos pela de aliado ao se reeleger via PFL em 1998. Guindado à presidência da Assembleia Legislativa, foi eleito governador pela primeira vez em 2002, mas no curso do mandato retornou ao PMDB e derrotou Siqueira Campos na disputa pelo Palácio Araguaia em 2006. Cassado pelo TSE por abuso de poder político e econômico em 2009, teve impugnada a sua vitória para senador em 2010 graças aos dispositivos da Lei da Ficha Limpa, obtendo agora o seu terceiro mandato de governador.
Sua vice-governadora é a publicitária Cláudia Lelis.
Segundo o Tribunal Regional Eleitoral do Tocantins, houve 703.013 votos nominais, assim distribuídos:
| Candidatos a governador do estado | Candidatos a vice-governador | Número | Coligação | Votação | Percentual |
| --------------------------------- | ---------------------------- | ------ | --- | ------- | ---------- |
| Marcelo Miranda PMDB              | Claudia Lelis PV             | 15     | A experiência faz a mudança (PMDB, PV, PT, PSD)                                                               | 360.640 | 51,30%     |
| Sandoval Cardoso SD               | Ângelo Agnolin PDT           | 77     | A mudança que a gente vê (SD, PDT, PSDB, PP, PTB, DEM, PPS, PSB, PRB, PSL, PSC, PR, PRTB, PHS, PTC, PRP, PEN) | 314.392 | 44,72%     |
| Ataídes Oliveira PROS             | Cínthia Ribeiro PTN          | 90     | Reage Tocantins (PROS, PTN, PMN, PPL, PSDC, PCdoB, PTdoB)                                                     | 24.874  | 3,54%      |
| Carlos Potengy PCB                | Evanilde Ferreira PCB        | 21     | PCB (sem coligação)                                                                                           | 1.873   | 0,27%      |
| Eula Angelim PSOL                 | Dorineide Assunção PSOL      | 50     | PSOL (sem coligação)                                                                                          | 1.234   | 0,17%      |